# Zak Bagans
Zak Bagans (* 5. dubna 1977 Washington D.C., USA) je americký paranormální vyšetřovatel. Spolu s Aaronem Goodwinem a audio-techniky Billy Tolleym a Jayem Wasleyem na pořadu Po stopách duchů.

## Život
Narodil se 5. dubna roku 1977 ve Washingtonu D.C. Roku 1995 absolvoval střední školu a poté krátkou dobu navštěvoval filmový institut v Michiganu. Po absolvování institutu se přestěhoval do Las Vegas, kde měl práci jako žokej. Stále ovšem usiloval o natáčení dokumentárních filmů. Dle jeho slov se změnil názor na nadpřirozeno poté, co se sám osobně setkal s duchem sebevražedné ženy ve městě Trentonu, které leží v Michiganu.

## Po stopách duchů
V roce 2004 založil s Aaronem Goodwinem a Nickem Groffem tým Po stopách duchů, jehož cílem je vyšetřovat nejstrašidelnější místa na světě, kde je paranormální aktivita a komunikovat s duchy a nadpřirozenými entitami. Bagans si ze svých výprav vozí památné předměty a tak v roce 2017 otevřel své vlastní muzeum v Las Vegas, kde vystavuje své památkové předměty sesbírané z vyšetřovaných míst.